# دوبوی
دوبوی (به لاتین: Doboj) یک شهرداری در بوسنی و هرزگوین است که در Doboj City واقع شده‌است.

## خصوصیات
دوبوی ۶۴۸ کیلومترمربع مساحت و ۷۷٬۲۲۳ نفر جمعیت دارد.